# Die Soldaten
Die Soldaten (Els soldats) és una òpera en quatre actes en alemany composta per Bernd Alois Zimmermann, basada en el drama homònim escrit per Jakob Michael Reinhold Lenz. En una carta que acompanyava un exemplar acabat d'imprimir (23 de juliol de 1776) que va enviar al seu millor amic, el filòsof alemany Johann Gottfried von Herder, Lenz es va descriure a si mateix com "un enigma fins i tot per als meus amics més preuats", i afegia "Aquí tens, a les teves santes mans, la peça que s'ha endut la meitat de la meva vida... (les idees que conté són) certes i ho continuaran sent, fins i tot després que els segles hagin pogut caminar caminar amb menyspreu per damunt del meu cap".
Zimmermann va escriure i revisar la seva òpera en diverses fases entre 1957 i 1964; es va estrenar el 1965 i l'estrena va ser dedicada a Hans Rosbaud . El mateix Zimmermann va escriure el llibret seguint fidelment l'obra amb l'excepció d'alguna repetició del text i alguns talls escadussers. És l'única òpera completa composta per l'autor i es considerada una de les partitures més significatives escrites en la segona meitat del segle xx.

## Composició
Die Soldaten va sorgir com a resultat d'un encàrrec de l'Òpera de Colònia, i Zimmermann va començar a compondre-la el 1957.
La seva idea original era presentar l'òpera en dotze escenaris diferents, envoltant el públic, que s'asseia en cadires giratòries. En avaluar una primera versió d'aquesta idea, però, la direcció de l'Òpera de Colònia, inclòs el director musical, Wolfgang Sawallisch, van advertir Zimmermann de la impossibilitat de dur-la a terme.
El 1963 Zimmermann va completar una Vokal-Sinfonie utilitzant música de l'òpera d'acord amb la idea original, per demostrar que en versió de concert la música era interpretable. No obstant, segons la seva vídua, mai no va completar una versió de l'òpera segons aquella primera idea. Va ser entre 1963 i 1964, durant una estada d'estudis a la Villa Massimo de Roma, que Zimmermann va revisar la seva composició en la versió que va estrenar-se l'any següent i que és la que actualment s'interpreta.

## Historial de les representacions
La WDR (Westdeutscher Rundfunk) va emetre escenes de Die Soldaten el 1963, però la primera representació, amb la companyia de l'Òpera de Colònia dirigida per Michael Gielen, no va tenir lloc fins al 15 de febrer de 1965, després de la revisió de Zimmermann. La WDR ho va enregistrar durant les sessions dels dies 21 i 22 de febrer i 2 i 3 de març al seu estudi principal. L'any 1969, Gielen també va dirigir l'estrena a l'Òpera de l'Estat de Baviera, a Múnic, ressenyada per tota la crítica solvent com un gran èxit.

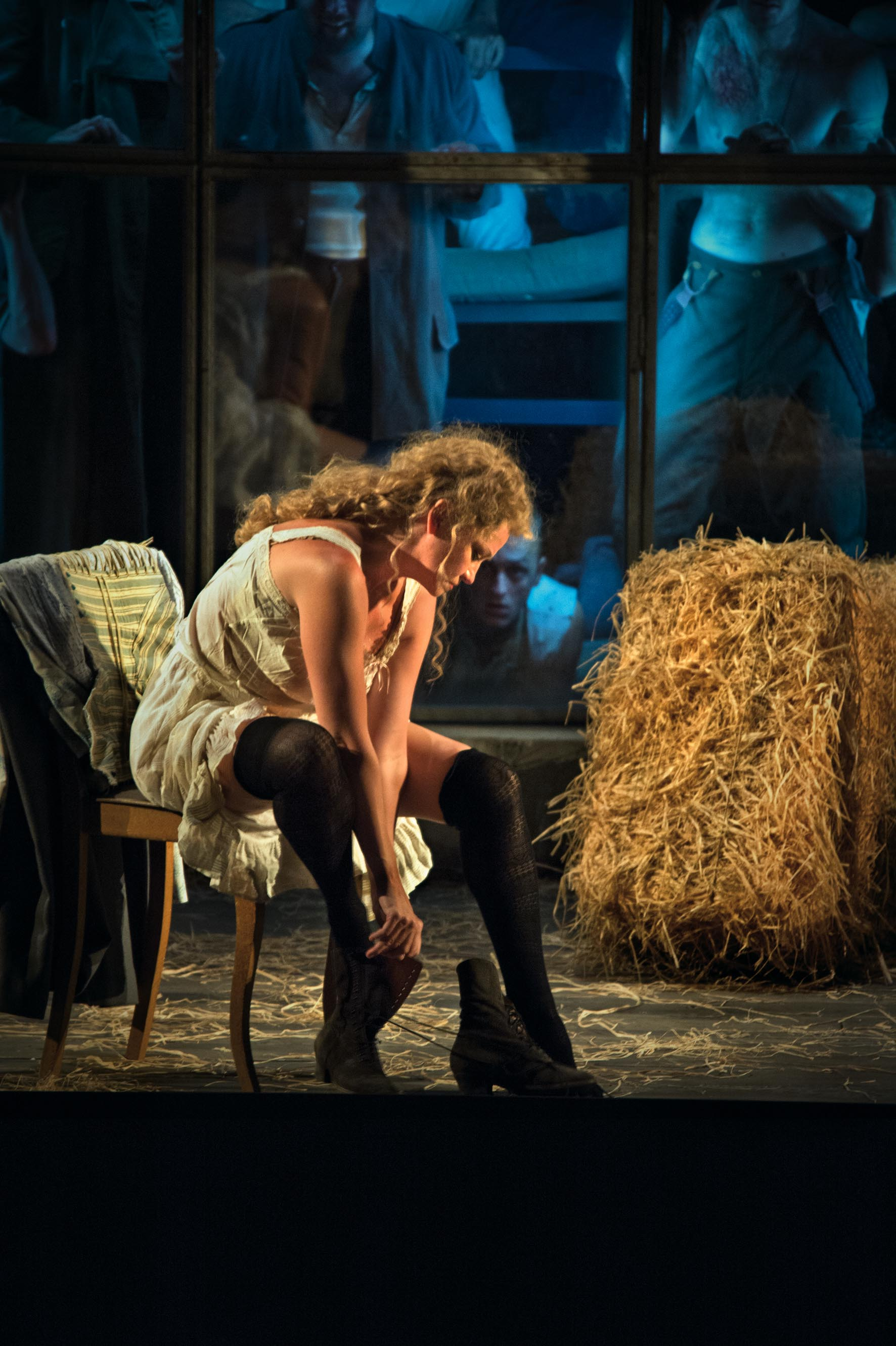
Die Soldaten al Festival de Salzburg

La primera actuació britànica va arribar durant el Festival d'Edimburg de 1972, quan la companyia Deutsche Oper am Rhein va portar una producció de Düsseldorf de 1971 al King's Theatre. L'òpera no va arribar a Londres fins al novembre de 1996, en una posada en escena de l'English National Opera amb Jon Garrison com a Desportes. L'estrena als Estats Units va ser el 7 de febrer de 1982 per l' Opera Company of Boston dirigida per Sarah Caldwell amb Phyllis Hunter com a Marie, Beverly Morgan com a seva germana Charlotte, William Cochran com a Desportes i Joaquin Romaguera com a capità Pirzel. Die Soldaten va arribar a Nova York el 1991 en una producció de la New York City Opera sota la batuta de Christopher Keene.
El 1988 i el 1989 Bernhard Kontarsky va dirigir unes representacions a l'Òpera de Stuttgart amb l'interpretació de Nancy Shade com a Marie, que van ser enregistrades en un CD de Teldec i, molt més tard, en un DVD d'Arthaus.
La Semperoper de Dresden va presentar l'òpera per primera vegada el 1995 en una celebrada posada en escena de Willy Decker. L'estrena al Japó, que va tenir lloc al New National Theatre de Tòquio el maig de 2008, dirigida per Hiroshi Wakasugi, va utilitzar la posada en escena de Decker; Wakasugi, que havia estat director titular de la Semperoper entre 1982 i 1991, havia enregistrat l'original (1963) Vokal-Sinfonie "Die Soldaten" für 6 Gesangs-Solisten und Orchester amb l'orquestra de la WDR, a Londres, el 1978.
L'òpera va ser programada al festival Ruhrtriennale d'Alemanya, a Bochum, el 2006, amb posada en escena de David Pountney i direcció musical de Steven Sloane. Aquesta aclamada producció va ser enregistrada i distribuïda posteriorment com a DVD. La mateixa producció es va presentar amb èxit el 2008 a Nova York, al Park Avenue Armory, dins del programa estival del Lincoln Center Festival.
Die Soldaten va ser interpretada per primera vegada al Festival de Salzburg, l'agost de 2012, amb la Filharmònica de Viena dirigida per Ingo Metzmacher . Un any més tard va ser posada en escena per Calixto Bieito a l'Òpera de Zuric ; Marc Albrecht va dirigir, amb Susanne Elmark com a Marie i Peter Hoare repetint el paper de Desportes que havia cantat a Bochum, Tòquio i Nova York. La mateixa producció va presentarse a la Komische Oper de Berlín el 2014, sempre amb Susanne Elmark en el paper de Marie, dirigida per Gabriel Feltz.
El maig de 2014 l'òpera va tornar a l'Òpera de l'Estat de Baviera en una posada en escena de Andreas Kriegenburg, dirigida per Kirill Petrenko, amb Barbara Hannigan en el paper de Marie. Una de les representacions va ser retransmesa en directe per Internet el 31 de maig de 2014.
L'estrena a l'Amèrica Llatina va tenir lloc el juliol de 2016, en una nova producció del Teatro Colón de Buenos Aires amb una direcció escènica de Baldur Brönnimann i musical de Pablo Maritano, que va merèixer grans elogis de la crítica. La cinquena i última representació es va retransmetre en directe, amb Susanne Elmark en el paper de Marie.
Susanne Elmark és la cantant que més vegades ha cantat Marie en aquests darrers anys: el març de 2018 a l'Òpera de Nuremberg, amb posada en escena per Peter Konwitschny i el maig de 2018, al Teatro Real de Madrid, amb la posada en escena de Calixto Bieito i direcció musical de Pablo Heras-Casado. El centenari de Zimmermann s'ha celebrat també a Colònia amb una producció creada per Carlus Padrissa (La Fura dels Baus) l'abril de 2018.

## Rols
| Rol                                          | Tipus de veu             | Repartiment de l'estrena, 15 de febrer de 1965 Director : Michael Gielen |
| -------------------------------------------- | ------------------------ | ------------------------------------------------------------------------ |
| Wesener, comerciant de merceria a Lilla      | baix                     | Zoltán Kelemen                                                           |
| Marie, la seva filla                         | soprano                  | Edith Gabry                                                              |
| Charlotte, la seva filla                     | mezzosoprano             | Helga Jenckel                                                            |
| Mare de Wesener                              | contralto                | Maura Moreira                                                            |
| Stolzius, un mercer a Armentières            | baríton                  | Claudio Nicolai                                                          |
| La mare de Stolzius                          | contralto                | Elisabeth Schärtel                                                       |
| Obrist (coronel), Graf (comte) von Spannheim | baix                     | Erich Winckelmann                                                        |
| Desportes, un noble francès                  | tenor                    | Anton de Ridder                                                          |
| Capità Haudy                                 | baríton                  | Gerd Nienstedt                                                           |
| Capità Mary                                  | baríton                  | Camillo Meghor                                                           |
| Capità Pirzel                                | tenor (agut)             | Albert Weikenmeier                                                       |
| El pare Eisenhardt, un capellà militar       | baríton                  | Heiner Horn                                                              |
| Tres joves agents                            | tenors                   | Norman Paige, Hubert Möhler, Heribert Steinbach                          |
| Gräfin (comtessa) de la Roche                | mezzosoprano             | Liane Synek                                                              |
| Fill de la comtessa de la Roche (Jove Comte) | tenor                    | Willi Brokmeier                                                          |
| El criat de la comtessa                      | sprechgesang             |                                                                          |
| El jove guardabosc de Desportes              | sprechgesang             |                                                                          |
| Cambrera andalusa                            | ballarina                |                                                                          |
| Madame Roux, propietària del cafè            | paper mut                |                                                                          |
| Funcionaris, oficials, capitans              | papers muts              |                                                                          |
| 18 oficials i alferes                        | sprechgesang i percussió |                                                                          |

## Sinopsi argumental
Lloc: Lilla i Armentières, ciutats properes al Flandes francès. Època: (Zimmermann) "Ahir, avui i demà".

### Acte 1
Escena 1 (Estrofa) : Marie s'ha traslladat d'Armentières a Lille amb el seu pare, Wesener, un comerciant d'articles de fantasia. Escriu una carta a la mare del seu promès, Stolzius, un jove comerciant de teixits a Armentières, mentre la seva germana Charlotte fa costura. Ària de Charlotte: Herz, kleines Ding, uns zu quälen (Cor meu, petites coses ens tormenten). S'enceta una discussió entre les germanes quan Charlotte s'enriu de l'amor de Marie per Stolzius.
Escena 2 (Xacona I) : Stolzius s'enyora de Marie des que ha marxat a Lille, però s'anima quan la seva mare li porta una carta.
Escena 3 (Ricercari I) : Desportes és un noble francès de Hainaut i un dels clients de Wesener. Fa la cort a la plebea Marie i es guanya el seu afecte. El seu pare, però, li prohibeix d'anar amb ell al teatre: que un plebeu acompanyés un oficial en públic perjudicaria l'honor de la família.
Escena 4 (Tocata I) : A les trinxeres, a Armentières, els oficials discuteixen amb el pare Eisenhardt els mèrits relatius de la comèdia. El capità Haudy, un dels oficials, considera que té més valor que un sermó. Eisenhardt sosté que la comèdia deteriora en els soldats el sentit del que és correcte: la seva moral relaxada ha comportat la misèria per a un gran nombre de dones joves. Haudy contesta amb l'argument: "Una vegada puta, sempre puta". No, respon Eisenhardt, "una puta no ho seria mai si no hi fos obligada".
Escena 5 (Nocturn I) : Wesener aconsella a la seva filla que sigui prudent en les seves relacions amb Desportes, tot i que alimenta secretament l'esperança que arribi casar-se amb el jove aristòcrata. Mentrestant, diu, no seria prudent renunciar completament a Stolzius. A mesura que es congria la tempesta, Marie es va angoixant pels dilemes que s'acumulen en el seu cor.

### Acte 2
Escena 1 (Tocata II) : Els oficials parlen de política i de Stolzius, i filosofen, al cafè Armentières, propietat de Madame Roux. Quan el coronel i l'Eisenhardt marxen, comença un ball a ritme de jazz (Rondeau à la marche), animat per la cambrera andalusa: O Angst! Tausendfach Leben . . . Götter wir sind! (Oh quina por! Milers de vides.. Sóm com deus!) Després de cinc rodolins, la cançó s'atura quan retornen el coronel i Eisenhardt amb Haudy. Arriba Stolzius, i els oficials fan comentaris maliciosos sobre la relació de Marie amb Desportes. Es produeix un gran enrenou.
Intermezzo
Escena 2 (Capriccio, Coral i Xacona II) : Marie ha rebut una carta plena de retrets d'Stolzius. L'està llegint amb llàgrimes als ulls quan entra Desportes. Ell, enburlant-se, li dicta una resposta brusca. La seva adulació té finalment l'efecte desitjat: el cor de Marie està guanyat. A l'habitació del costat, la mare de Wesener canta la cançó popular Rösel aus Hennegay, amb el seu to profètic, Algun dia la teva creu t'arribarà. En un escenari dividit apareixen, d'una banda, Marie i Desportes com una parella enamorada, i de l'altra, Stolzius i la seva mare que intenta convèncer-lo que després d'haver trencat el seu compromís, la "puta dels soldats", Marie, no era digna d'ell. Però Stolzius la defensa i jura venjar-se de Desportes.

### Acte 3
Escena 1 (Rondino) : Conversen Eisenhardt i el capità Pirzel, el comportament estrany del qual es presentat com l'efecte de la monotonia del servei militar. Pirzel anuncia que el capità Mary, amic de Desportes, serà traslladat d'Armentières a Lille.
Escena 2 (Rappresentazione) : Per apropar-se a Marie, Stolzius ofereix al capità Mary els seus serveis com a assistent.
Escena 3 (Ricercari II) : Desportes ha deixat Marie. Quan aquesta comença a acceptar regals del capità Mary, la seva germana Charlotte li etziba que no és més que "la noia del soldat". Marie afirma que només va actuar així per tal de rebre notícies de Desportes. El capità Mary convida a Marie i Charlotte a fer un passeig; cap de les dues reconeix la identitat del seu assistent Stolzius.
Romança (Intermedi instrumental)
Escena 4 (Nocturn II) : La comtessa de la Roche retreu al seu fill, el jove comte, el seu comportament envers Marie. Li aconsella que abandoni la ciutat i, per protegir Marie dels avenços d'altres oficials, es declara disposada a portar la noia a casa seva perquè li faci d'acompanyant.
Escena 5 (Tropi) : La comtessa va a buscar Marie a casa de Wesener. En presència de Charlotte, fa la seva oferta, intentant de persuadir Marie que aquesta és l'única manera en què pot salvar el seu honor. Trio: Ach, ihr Wünsche junger Jahre (Oh, els desitjos dels anys joves!).

### Acte 4
Escena 1 (Tocata III) : El que li reserva el futur a Marie és un malson continu. Pel·lícules I, II i III. Després d'haver rebutjat l'oferta de la comtessa amb la intenció de refer la seva relació amb Desportes, aquest, ara, la ofereix al seu jove guardabosc, que la sotmet a una brutal agressió sexual. Deshonrada i malfamada, Marie vaga sense rumb mentre la comtessa, el jove comte, Wesener, Charlotte, Pirzel i Eisenhardt la busquen.
Escena 2 (Xacona III) : El capità Mary i Desportes sopen. Stolzius, que els està servint, escolta la seva conversa i s'assabenta del destí de Marie. Li porta a Desportes un bol de sopa enverinada i, abans de prendre'n ell mateix una mica, revela triomfant la seva identitat al moribund Desportes. Stolzius mor.
Escena 3 (Nocturn III) : Mentre Eisenhardt canta el Pater noster, Marie, ara convertida en captaire, es troba amb el seu pare i li demana almoina. Wesener no la reconeix, però, preocupat per la seva filla, li dona diners. Després s'uneix a una interminable processó de soldats esclaus de la degradació, acompanyats dels seus oficials borratxos. La processó constitueix una visió de l'infern: un ésser humà és violat per un altre, l'individu ho és per el col·lectiu que, en aquesta instància, és el poder de l'exèrcit.

## Escenificació i instrumentació
Encara avui dia una posada en escene de Die Soldaten suposa una gran exigència per a qualsevol companyia d'òpera. A més dels setze papers cantats i els deu parlats, requereix una orquestra de cent músics que inclogui instruments, molts de percussió, força inusuals. La simultaneitat d'accions, l'ús de recursos multimèdia (projeccions cinematogràfiques, enregistraments sonors diversos) fa de Die Soldaten –una òpera composta seguint les estrictes regles de la música dodecatònica- una empresa d'un altíssim grau de complexitat.
Hi ha nombroses accions poc ortodoxes en aquesta òpera, però la més notable és l'ús massiu de cadires i taules que, en ser rebotits al terra de l'escenari, oficien com a complementaris instruments de percussió. Aquestes accions són executades pels nombrosos actors i figurants.

## Música
El preludi està escrit perquè soni de la manera més mecànica possible, tot combinant instruments dissonants que en xocar entre si rítmicament acompanyen els moviments mecanitzats dels soldats a l'escenari. Igual que en les òperes Wozzeck i Lulu d'Alban Berg, les escenes individuals es construeixen sobre formes musicals estrictes; estrofes, xacones, ricercare, tocates, etc. Musicalment, l'obra fa un ús extensiu de la tècnica de dotze tons, i testimonia deutes amb el Wozzeck de Berg, com ara el nom del principal paper femení (Marie) i el nombre d'escenes (15).
De la mateixa manera que Zimmermann permet que els nivells temporals s'entremesclin, també fa ús d'estils musicals de diverses èpoques. Ritmes de jazz (com en l'escena de les cafeteries), corals de Bach (de la Passió segons Sant Mateu), una cançó popular i el cant pla del Dies irae es juxtaposen i es conjunten d'una manera que creen una partitura efervescent.
- Bernhard Kontarsky, director d'orquestra: Nancy Shade, Mark Munkittrick, Milagro Vargas, Grace Hoffman, Michael Ebbecke, Elsie Maurer, William Cochran, Alois Treml, Gregor Brodocz, Guy Renard, Karl-Friedrich Dürr, Klaus Hirte, Raymond Wolansky, Jerroldszut, Ursula van der Schaaf, Johannes Eidloth, Robert Wörle, Helmut Holzapfel ; Cor de lÒpera estatal de Stuttgart, Orquestra estatal de Stuttgart ; Harry Kupfer, director d'escena. CD: 1988–1989 (Teldec), WARNER clàssics 2011, DVD: 1989 (Arthaus).
- Steven Sloane, director d'orquestra; Claudia Barainsky, Claudio Otelli, Frode Olsen, Katharina Peetz, Hanna Schwarz, Kathryn Harries, Andreas Becker, Peter Hoare, Robert Wörle, Jochen Schmeckenbecher, Adrian Clarke, Robert Bork, Michael Smallwood, Christopher Lemmings, Bernhard Berchtold, Helen Field, Adrian Thompson ; Orquestra Simfònica de Bochum ; David Pountney, director; Robert Innes Hopkins, direcció escènica; DVD de l'enregistrament en directe de la producció que es va estrenar el 5 d'octubre de 2006 a la RuhrTriennale, presentada a la Jahrhunderthalle, Bochum.
- Michael Gielen, director musical: Edith Gabry, Claudio Nicolai, Anton De Ridder; Cor de l'Òpera estatal de Stuttgart, Orquesta Gürzenich de Colònia; CD: 2008 (Wergo).
- Ingo Metzmacher, director d'orquestra; Laura Aikin, Alfred Muff, Boaz Daniel, Tanja Ariane Baumgartner, Cornelia Kallisch, Tomasz Konieczny; Filharmònica de Viena ; Alvis Hermanis, director d'escena; Unitel 2072584, Blu-ray enregistrat en directe de la producció del Festival de Salzburg (2012).
- Kirill Petrenko, directormusical; Christoph Stephinger, Barbara Hannigan, Okka Von Der Damerau; Òpera de l'Estat de Baviera; retransmissió per televisió (2014)